# Mexilhão

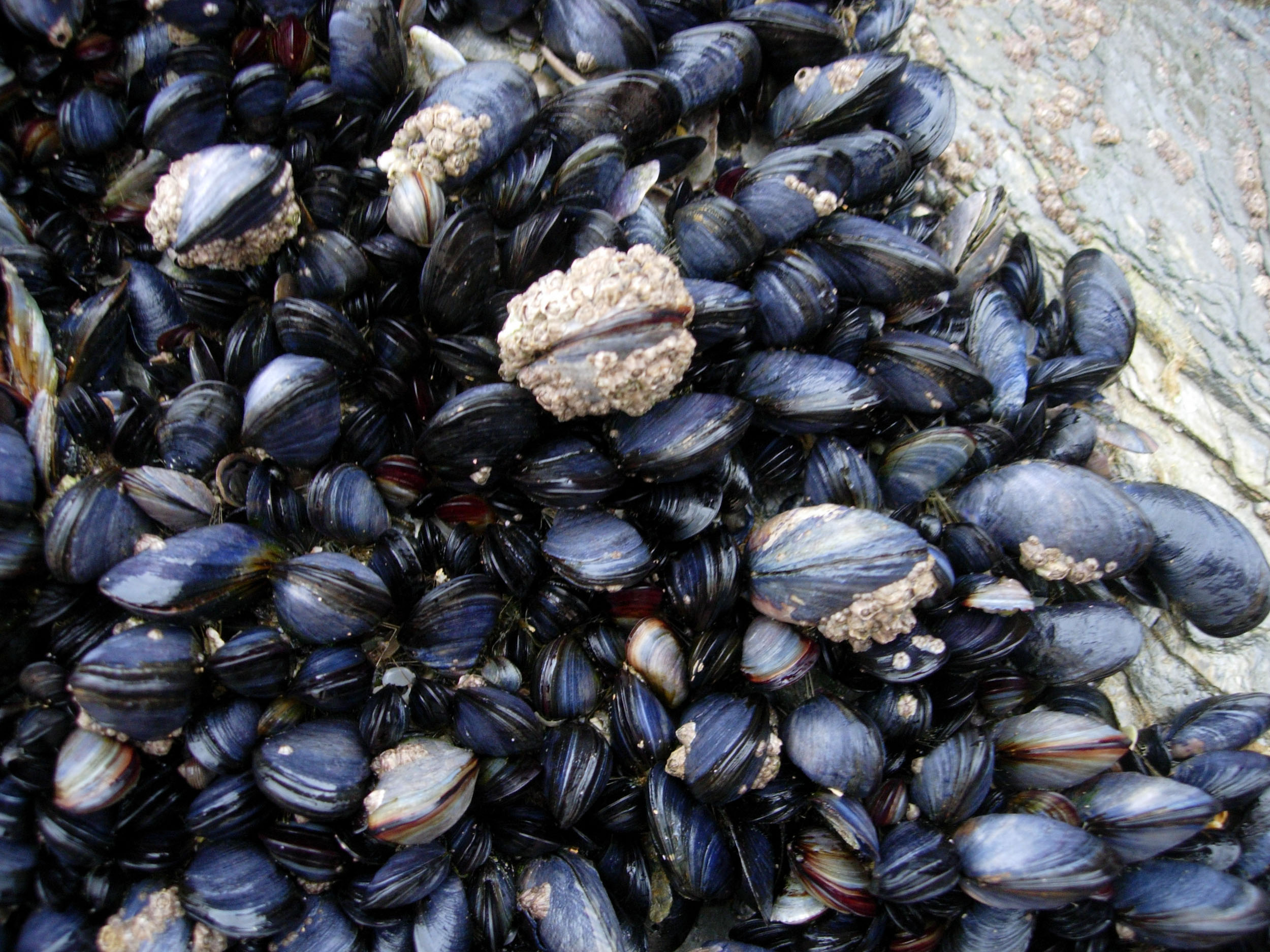
Um banco de Mytilus edulis (Cornualha).

Mexilhão é o nome comum, sem valor taxonómico, pelo qual são conhecidas diversas espécies de moluscos bivalves. Estas espécies, embora pertencentes a grupos filogeneticamente muito distintos, têm como características comuns apresentarem conchas alongadas e assimétricas e estarem presas ao substrato por um feixe filamentoso (o bisso).
Embora o termo seja mais frequentemente aplicado às espécies do género Mytilus comercializadas como marisco (em especial ao mexilhão-comum Mytilus edulis e ao mexilhão-galego Mytilus galloprovincialis), o nome é aplicado a espécies da classe Bivalvia pertencentes a três subclasses distintas:
- Subclasse Pteriomorphia — mexilhões marinhos;
- Subclasse Palaeoheterodonta — mexilhões de água doce;
- Subclasse Heterodonta — mexilhões-zebra.

## Grupos taxonómicos
O nome «mexilhão» é aplicado, para além de muitos outros, aos taxa seguintes:
Pteriomorphia — mexilhões marinhos
- Mytilus:
  - Mytilus californianus Conrad, 1837  — mexilhão-da-califórnia;
  - Mytilus chilensis (Hupé, 1854)  — mexilhão-do-chile;
  - Mytilus edulis Linnaeus, 1758  — mexilhão-comum ou mexilhão-azul-comestível;
  - Mytilus galloprovincialis Lamarck, 1819   — mexilhão-galego ou mexilhão-do-mediterrâneo;
  - Mytilus trossulus Gould, 1850   — mexilhão-do-pacífico;
- Choromytilus:
  - Choromytilus meridionalis — mexilhão-negro da África Austral;
- Perna:
  - Perna perna  — mexilhão-castanho do Atlântico Sul;
- Tridacninae - subfamília de mexilhões-gigante que inclui os seguintes géneros:
  - Hippopus Lamarck, 1799 — mexilhão-gigante;
  - Tridacna Bruguière, 1797  — mexilhão-gigante;
- Modiolus — mexilhões-barbados;
- Bathymodiolus — mexilhões das fontes hidrotermais de grande profundidade.

Palaeoheterodonta — mexilhões de água doce
- Limnoperma:
  - Limnoperma fortunei — mexilhão-dourado;
- Unio:
  - Unio crassus — mexilhão-do-rio;
- Margaritifera:
  - Margaritifera auricularia — mexilhão-auriculado-do-ri.

Heterodonta — mexilhões-zebra
- Dreissena:
  - Dreissena polymorpha — mexilhão-zebra.